# Чхандас
Чхандас (छंदः) — одна з  веданг (розділів, що примикають до  Вед пояснювальної обрядової та наукової літератури), давньоіндійські трактати з метрики, що пояснюють і трактують  ведичний поетичний метр.